# Ahmad Xah Qajar
Ahmad Xah Qajar حمد شاه قاجار(persa) (21 de gener de 1898 - Neuilly-sur-Seine, 21 de febrer de 1930) fou el setè i darrer xa de la dinastia qajar de Pèrsia (1909-1925). Fou proclamat xa el 16 de juliol de 1909 en ser deposat el seu pare Muhammad Ali Shah oposat a la constitució i refugiat a l'ambaixada russa. El nou xa només tenia 12 anys quan fou proclamat i Ali Reza Khan Qadjar Adud al-Mulk, cap (ilkhani) de la tribu qadjar, fou nomenat regent. El govern va ser confiat per un directori d'ancians al popular noble Mostawfi al-mamalek i el demòcrata Hakim al-Mulk va ser nomenat el seu lloctinent.
Un dels primers depurats fou el capità rus Smirnov que Muhammad Ali Shah havia nomenat com a mestre de rus dels seus fills, i que els constitucionalistes sospitaven que era un agent rus. Rússia es va oposar a la seva expulsió. Els constitucionalistes es van mostrar ferms i fou expulsat i l'educació del nou xa va quedar en mans de mestres favorables a la constitució.
El regent va morir el 22 de setembre de 1910 i el va substituir Abu l-Kasim Nasir al-Mulk (Abu l-Qasem Naser al-Molk) educat a Anglaterra.
El xa va quedar lliure d'influències externes però va estar sotmès a la influència de parents sovint oposats a la constitució, entre els quals el seu avi matern, Kamran Mirza, molt reaccionari. Quan va arribar a la majoria el xa es va mostrar tímid, indecís, aficionat als plaers, trampós, avar i incontrolable. Fou coronat el 21 de juliol de 1914 i la seva popularitat va declinar ràpidament. Les seves interferències polítiques, les pràctiques corruptes, l'especulació i l'avarícia aviat van esdevenir coses públiques. Els seus primers anys van coincidir amb la I Guerra Mundial. El novembre de 1915 sota consell dels alemanys, un gran nombre de diputats del Majlis (Parlament) van abandonar Teheran i es van establir primer a Qom i després a Kermansah on van fundar un govern nacionalista alternatiu. Ahmad Shah els volia donar suport però els britànics i els russos ho van impedir.
Al final de la guerra va donar suport al Tractat Anglopersa de 1919 que convertia Pèrsia en un virtual protectorat britànic i el xa rebia un important subsidi si mantenia com a primer ministre al pro britànic Wotuq al-Dawla. França i Estats Units s'hi van oposar. Quan poc després va visitar França va tenir una rebuda frígida i va agafar consciència de la situació. En anar a Anglaterra va evitar sancionar el tractat en el seu discurs, i va circular el rumor que llavors els britànics van decidir donar llum verda a la deposició de la dinastia, cosa que els documents han demostrat que no era certa. El 1921 el conveni anglopersa fou derogat a causa del fet que el Parlament no el volia ratificar, requisit imprescindible per la seva validesa.
Els britànics tenien forces militars a Pèrsia: els South Persia Rifles a Khuzestan i Fars, els Duntersforce (després North Persia Force o Norperforce) al territori marcat per Qasr-e Shirin-Kermansah-Hamadan-Qazwin, i contingents a Mashad. El 18 de maig de 1920 els soviètics van desembarcar a Anzali (després Bandar Pahlavi del 1925 al 1979) i van ocupar la província de Gilan anunciant que s'hi quedarien fins a la retirada britànica. La Societat de Nacions no hi va poder fer res.
El tractat Persosoviètic de 1921 establia la retirada de les forces britàniques i soviètiques de Pèrsia i fixava la data de la retirada russa l'1 d'abril del 1921 (els britànics ja havien decidit també que es retiraven). El govern persa esperava de fet que els bolxevics avançarien cap a Teheran (o ho farien els comunistes de Gilan) i el xa només pensava en com salvar la seva fortuna personal. Va demanar als britànic permís per fugir a Europa que no li fou concedit. Llavors sobtadament la brigada de cosacs perses dirigida pel general Reza Khan va sortir de Qazwin i va ocupar Teheran (21 de febrer de 1921). El primer ministre Fath Allah Akbar es va refugiar a l'ambaixada britànica i el xa va nomenar el periodista filobritànic Sayyed Zia al-Din Tabatabai com a primer ministre, però el poder real era ja Reza Khan que fou nomenat comandant en cap de les forces armades amb títol de Sardar-e Sepah, i poc després, a més a més, ministre de guerra (va substituir al coronel Masud Khan Kayhan, lloctinent de Tabatabai) el que li donava tot el poder.
El govern soviètic va tractar d'arribar a un acord amb Reza Khan i va acordar retirar el seu suport als rebels comunistes de Gilan dirigits per Mirza Kučik Khan; així Reza no va tardar a envair la província i derrotar els comunistes que havien proclamat la república soviètica. També altres rebels foren derrotats en altres llocs.
El 28 d'octubre de 1923 Reza Khan va obligar a Ahmad Shah a nomenar-lo primer ministre i a canvi li oferia deixar-lo marxar a Europa. El xa va decidir anar a França però mentre va treballar amb el seu aliat l'emir de Khorramshar, Kazal, que va dirigir una rebel·lió armada. Finalment Reza Khan va acompanyar a Ahmad Shah fins a la frontera (el xa temia una emboscada pel camí destinada a matar-lo) i el 5 de novembre de 1923 va sortir del país al que ja no havia de retornar.
Es va establir a França i a Pèrsia es va començar la propaganda per l'abolició de la monarquia i la proclamació de la república a l'estil de la veïna Turquia. El 13 de març de 1924 el Majlis va posar a l'ordre del dia la qüestió de la proclamació de la república, just deu dies després que la gran assemblea turca havia abolit el califat i altres punts que limitaven la religió i els ulemes iranians van témer que la república suposés una pèrdua dels seus privilegis i drets i van iniciar una campanya contra la república. Es van produir manifestacions contra la república a la plaça de Baharistan, on el Majlis estava a punt de debatre la qüestió. El Majlis va acabar la sessió sense arribar a un acord. Reza Khan va anar a Qom on va conferenciar amb els caps religiosos i al seu retorn a Teheran l'1 d'abril de 1924 va ordenar aturar el debat sobre la república.
L'abril el xa, des del seu virtual exili però com a cap d'estat, va expressar la seva desconfiança en Reza Khan però després va aprovar la seva confirmació com a primer ministre mentre seguia encoratjant la rebel·lió de Kazal. El novembre de 1924 Reza Khan va anar al Khuzestan i va posar fi a la revolta de Kazal. A partir d'aquest moment Reza Khan es va proposar com a cap d'una nova monarquia. Quan el moviment es va fer més important, el setembre de 1925 Ahmad Shah va enviar un telegrama anunciant el seu retorn a Pèrsia, sortint de Marsella el 2 d'octubre, però no ho va arribar a fer. El 31 d'octubre de 1925 el Majlis va votar la deposició de la dinastia qadjar i nomenava Reza Khan com a cap d'un govern provisional. La votació va tenir 80 vots a favor, 5 en contra i 20 abstencions.
El 12 de desembre de 1925 l'assemblea constituent especial modificava algun articles de la constitució i per 257 vots contra 3 concedia la corona a Reza Shah i als seus hereus mascles. Cap membre de la dinastia qadjar no podria tornar a accedir al tron.
Ahmad Shah va fixar residència permanent a França on va morir quatre anys després a només 32 anys. Va deixar una gran fortuna. El seu germà Muhammad Hasan Mirza el va succeir en els drets al tron.